# 용인시의회
용인시의회는 경기도 용인시 지역을 관할하는 기초의회이다.